# 夢回帰線II
『夢回帰線II』（ゆめかいきせん セカンド）は、シンガーソングライターさだまさしの1990年8月25日発表のソロ16枚目のオリジナル・アルバムである。

## 概要
ステージバンドの亀山社中と初めて全曲一緒に、マウイ島でレコーディングしたアルバム。1987年に発表した『夢回帰線』の路線を継承し、世界各地を題材にした楽曲で構成されている。

## 収録曲
| 全作詞・作曲: さだまさし、全編曲: 亀山社中（特記以外）。 |                                                    |            |            |      |
| #                                                        | タイトル                                           | 作詞       | 作曲・編曲 | 時間 |
| 1.                                                       | 「ナイルにて -夢の碑文-」                          | さだまさし | さだまさし | 6:50 |
| 2.                                                       | 「カリビアン・ブルー 」                            | さだまさし | さだまさし | 5:54 |
| 3.                                                       | 「SNOWMAN」                                        | さだまさし | さだまさし | 5:18 |
| 4.                                                       | 「白鯨」(弦編曲: 渡辺俊幸)                         | さだまさし | さだまさし | 4:27 |
| 5.                                                       | 「リンドバーグの墓 〜Charles A.Lindbergh Grave〜」 | さだまさし | さだまさし | 4:10 |
| 6.                                                       | 「ビクトリア・ピーク」                             | さだまさし | さだまさし | 5:55 |
| 7.                                                       | 「Song for a friend」                              | さだまさし | さだまさし | 5:40 |
| 8.                                                       | 「水底の町」                                       | さだまさし | さだまさし | 7:05 |
| 9.                                                       | 「天然色の化石」                                   | さだまさし | さだまさし | 6:04 |
| 10.                                                      | 「夜想曲 (ノクターン)」                            | さだまさし | さだまさし | 6:28 |
| 合計時間:                                                | 合計時間:                                          | 57:51      |            |      |

### 解説
※括弧内は歌の舞台（はっきりと分かるもののみ）
1. ナイルにて -夢の碑文- (エジプト・ナイル川流域)
自分と恋人との「心の距離」を様々な知識を用いて考察し、その結果を駆使して自分たちの「恋」の本当の姿を知ろうとする女性の心理を表現した曲。
イントロのバスドラムが表現する心臓の鼓動は、さだのアルバム『夢の轍』に収録されている「微熱」に用いられた手法である。
2. カリビアン・ブルー (カリブ海沿岸)
決して結ばれることのない男女の、「恋」の様子を表した曲。
3. SNOWMAN
春になると溶けて消えてしまう雪ダルマの様に脆く儚い冬の恋歌。
4. 白鯨
人が抱く「夢」や「野心」というものとそれらの持ち主である人間の関係を、巨大な白鯨とそれを追い続ける男の姿に見立てて表現した作品。
タイトル・内容はハーマン・メルヴィルの小説『白鯨』から採られた。
5. リンドバーグの墓 〜Charles A.Lindbergh Grave〜 (アメリカ合衆国・ハワイ州マウイ島)
憧れてやまなかったチャールズ・リンドバーグの元へ逝ってしまった恋人のことを想っている女性の心理を表した曲。
6. ビクトリア・ピーク (香港)
昔の恋を、好きな景色の中で思い出し、人知れず心の中で静かに泣いている女性の心を表した曲。
ライナーノートには弟の佐田繁理が香港でサッカー選手をしていた事も触れられている。
7. Song for a friend
恋が終わってしまった、かつて恋人同士であった男女の信頼と友情の曲。
8. 水底の町 (日本・栃木県)
ダムの底に故郷が沈んでしまった男性の、故郷を懐かしむ様子と今の自分が抱いている寂しさを表した曲。
さだは、実際の故郷の喪失だけではなく、我々一人一人が抱いている心の拠り所としての「故郷」の喪失も大きな問題であり、どちらの故郷という存在も共に守り伝えていく必要があると後のコンサートで語っている。
後にこの曲に基づいた小説が書かれ、短編集『解夏』に収録されている。（作品名は水底の村)
9. 天然色の化石 (日本・東京都)
人間が原因となっている様々な環境問題や争いなどに対する警鐘といった面と、大切な人の幸せを一途に思い続けるラブソングという面を併せ持った作品。
さだは、この曲でたとえ後の世に理解されないのだとしても、一所懸命に「今を生きる」ことの重要さと、「心」の大切さをこの歌で伝えたかったとエッセイ集『もう愛の唄なんて詠えない』(ISBN：978-4-478-94321-4)で語っている。
この曲は、オリジナル曲以外にも様々なヴァージョンがある。まず、さだの3333回コンサートではギター1本での弾き語りヴァージョンで歌われ、2006年のアルバム『美しき日本の面影』では「天然色の化石2006」という題で渡辺俊幸によるフルオーケストラヴァージョンが新曲として発表された。
そして、2007年にはチキンガーリックステーキとの合作、「天然色の化石 (ソロ・ヴァージョン)」が発表される。
10. 夜想曲 (ノクターン)
愛しい人への、愛と感謝の気持ちを直向きに歌った曲。

## 作詩・作曲・編曲
- 全曲とも作詩[1]・作曲：さだまさし
- 編曲：亀山社中（「水底の町」を除くすべて）
- 「白鯨」のチェロ編曲、「夜想曲」の弦編曲：渡辺俊幸

## 主な参加ミュージシャン
- 亀山社中
  - ベースギター；福田郁次郎（バンドリーダー）
  - エレキギター：立山健彦
  - アコースティックギター:坂元昭二
  - ピアノ・キーボード：石川清澄
  - マリンバ・パーカッション:宅間久善
  - ドラムス：井上広基
- ヴァイオリン・ソロ：さだまさし
- パンパイプ：旭孝
- ハーモニカ：八木のぶお
- ストリングス：篠崎正嗣Strings
- チェロ・ソロ：矢野富雄
- シンセサイザー:八野行恭（レコーディング・ディレクター）

コーラスは、いずれも亀山社中のメンバーで行っているが、各曲目で作品にちなんだ合唱団名が付いている。
- 「ナイルにて」：ナイルの岸辺不良少年合唱団
- 「カリビアン・ブルー」：カリブの海賊グリークラブ有志
- 「Song for a friend」：南カリフォルニア大学さだまさし研究会合唱部
- 「天然色の化石」：駅前デパート職員選抜猫の手いらず合唱団